# 13 Septembrie
13 Septembrie è un quartiere situato nel Settore 5 di Bucarest, nel sud, vicino al centro.

## Storia
Il nome deriva dalla Calea 13 Septembrie che a sua volta richiama la Battaglia della Collina Spirii, dove la divisione dei pompieri della città di Bucarest, affrontò l'esercito ottomano. La giornata del 13 settembre è stata dichiarata quindi la Giornata dei Pompieri.

## Edifici
- Casa del Popolo
- Spitalul Panduri
- Hotel Marriott